# Gengis Khan il conquistatore
Gengis Khan il conquistatore (Genghis Khan) è un film del 1965 diretto da Henry Levin.
È un film d'avventura a sfondo drammatico basato sulle gesta del condottiero Gengis Khan (interpretato da Omar Sharif). È una coproduzione statunitense, britannica, tedesca e slava che vede come interpreti principali, oltre a Sharif, Stephen Boyd, James Mason, Eli Wallach, Françoise Dorléac e Telly Savalas.

## Trama
Mongolia, XII secolo. Il giovane Temujin assiste impotente all’assassinio del padre, il capo Yesugei, da parte della tribù rivale dei Merkiti, guidata dal crudele Jamuga. Catturato, Temujin viene schiavizzato e costretto a portare un giogo di legno attorno al collo, subendo continue umiliazioni. Nonostante le difficoltà, conosce la principessa Bortai e tra i due nasce un legame speciale ma Temujin viene punito duramente da Jamuga per il suo interesse verso di lei.
Dopo essere riuscito a fuggire dalla schiavitù, Temujin si nasconde sulle colline, dove viene affiancato dal saggio Geen e da Sengal, un guerriero muto, che gli giurano fedeltà. Con un sogno ambizioso nel cuore, Temujin si propone di unire tutte le tribù mongole. Attraverso incursioni contro le carovane nemiche e liberando i prigionieri, il giovane leader raccoglie seguaci e consolida il suo potere. Deciso a fare di Bortai la sua sposa, la rapisce ma Jamuga riesce a catturarla nuovamente e la violenta. Nonostante tutto, Temujin riesce a salvarla e a conquistare definitivamente il suo amore. Durante la sua ascesa, Temujin stringe un’alleanza con la Cina, dove si distingue per il suo ingegno militare e viene proclamato "Principe dei Conquistatori". Tuttavia, il rapporto con l’imperatore cinese si deteriora, poiché questi teme il potere crescente dei mongoli e li trattiene in Cina. Temujin e il suo esercito riescono, comunque, a fuggire, dando inizio alla loro leggendaria campagna di conquista che li porterà a devastare enormi territori dalla Manciuria fino a Mosca. Nell’epico scontro finale, Temujin affronta il suo eterno nemico Jamuga, alleato con il sovrano di Khwarezm. Nonostante la vittoria, Temujin rimane gravemente ferito durante il duello con Jamuga. Prima di morire, annuncia di aver realizzato il suo sogno: unire tutte le tribù mongole sotto un unico stendardo. La sua eredità e il suo impero saranno portati avanti dai suoi discendenti, lasciando un’impronta indelebile nella storia.

## Produzione
Il film, diretto da Henry Levin su una sceneggiatura di Clarke Reynolds e Beverley Cross con il soggetto di Berkely Mather, fu prodotto da Irving Allen e Artur Brauner per la Columbia Pictures Corporation, la Irving Allen Productions, la Central Cinema Company Film e la Avala Film e girato in Jugoslavia.

## Distribuzione
Il film fu distribuito con il titolo Genghis Khan negli Stati Uniti dal 23 giugno 1965 (première a Dallas il 17 giugno 1965) al cinema dalla Columbia Pictures Corporation.
Altre distribuzioni:
- in Germania Ovest il 15 aprile 1965 (Dschingis Khan)
- in Giappone il 31 luglio 1965
- in Svezia il 30 agosto 1965
- nel Regno Unito il 30 agosto 1965 (Genghis Khan)
- in Francia il 22 settembre 1965 (Genghis Khan)
- in Italia il 2 ottobre 1965
- ad Hong Kong il 14 ottobre 1965
- in Finlandia il 5 novembre 1965 (Tsingis Kaani)
- in Australia il 10 dicembre 1965
- in Danimarca il 23 maggio 1966 (Djenghis Khan)
- in Turchia il 16 gennaio 1967 (Cengiz Han)
- in Austria (Dschingis Khan)
- in Ungheria (Dzsingisz Kán)
- in Spagna (Genghis Kan)
- in Portogallo (Genghis Khan, o Conquistador)
- in Brasile (Gengis Khan)
- in Grecia (O prigips kataktitis)
- in Italia (Gengis Khan il conquistatore)

## Critica
Secondo Leonard Maltin il film è un "ridicolo colossal con un cast raffazzonato e una sceneggiatura infantile". Le uniche cose a salvarsi in questo "spettacolo pietoso" sarebbero le interpretazioni di una "radiosa Dorleanc" e di un "dignitoso Sharif".

## Promozione
Le tagline sono:
- "Only once in the furied history of adventure and conquest...did one man rule so vast an empire!".
- "Conqueror Of The World's Mightiest Empire!".